# 張貞 (永樂進士)
張貞，又名张真，浙江萧山人，明朝政治人物、进士出身。

## 生平
永乐二年（1404年），登进士二甲二十八名，授汉阳县知县。